# 布拉夫戴尔 (犹他州)
布拉夫戴尔（英語：Bluffdale）是美国犹他州盐湖县下属的一座城市。建市于1886年，面积大约为10.22平方英里（26.5平方公里），海拔约为4,436英尺（1,352米）。根据2010年美国人口普查，该市有人口7,598人。